# Дей Смит
Дей Тотън Смит (на английски: Day Totton Smith) е плодовита американска писателка на бестселъри в жанра любовен роман. Пише под псевдонима Дей Леклеър (на английски: Day Leclaire).

## Биография и творчество
Дей Тотън Смит е родена на 25 август 1956 г. в Апер Сент Клер, Пенсилвания, САЩ. Опитва да пише още в училище и мечтае да бъде писател. Учи антропология в Университета на Калифорния в Бъркли. След дипломирането си се омъжва за съпруга си Франк, и двамата се захващат със семеен бизнес – първо правят филмова библиотека в Бъркли, а после се правят реконструкции на къщи в Сиатъл, Вашингтон, преди продажбата им. Когато е бременна с първия си син Мат, решава да се върне към мечтата си да пише книги, получава подкрепа от страна на съпруга си, и си взема компютър.
Първите ѝ опити са неуспешни. По това време по-малката ѝ сестра Нанси заболява от тумор в мозъка и умира на следващата година. Семейството ѝ тогава живее в Оушънсайд, окръг Сан Диего, Калифорния, а синът ѝ е тригодишен. Изпадайки в депресия, и за да се измъкне от мъката, Дей Смит решава да напише хумористичен любовен роман. Първият ѝ роман „Шанс за любовта“ е издаден през 1990 г. от издателство „Арлекин“.
В следващите години пише над 60 любовни романа.
Произведенията на писателката са издадени в над 5 милиона екземпляра по света. За тях има 11 номинации за престижната награда „РИТА“, удостоена е с награда за цялостно творчество от списание „Romantic Times“.
През 2000 г. е диагностицирана с рак на гърдата, но провежда успешно лечение, и след кратък период на почивка в периода 2004 – 2005 г. продължава писателската си кариера.
Дей Смит живее със семейството си в Бъкстон на остров Хатерас в Северна Каролина.

## Произведения

### Самостоятелни романи
- Jinxed (1990) – през 2006 г. е преиздаден като графичен роман
Шанс за любовта, изд. „Арлекин България“ (1994), прев. Мая Мечкуева
- Where There's a Will (1991)
Завещанието, изд. „Арлекин България“ (1993), прев. Таня Недялкова
- To Catch a Ghost (1993)
Семейният призрак, изд. „Арлекин България“ (1994), прев. Искра Велинова
- One Night Wife (1995)
- Her Secret Santa (1997)
- Her Secret Bodyguard (2000)
- To Marry a Sheikh (2000)
- The Marriage Project (2001)
- The Bride Price (2002)
- The Billionaire's Baby Negotiation (2007)

### Серия „Братята Торсен“ (Thorsen Brothers)
1. In the Market (1992)
Рог на изобилието, изд. „Арлекин България“ (1993), прев. Димитър Романов
2. A Wholesale Arrangement (1992)
Любовта на викинга, изд. „Арлекин България“ (1993), прев. Татяна Митева

### Серия „Братята Салваторе“ (Salvatore Brothers)
1. Who's Holding the Baby? (1994)
Голямата лъжа, изд. „Арлекин България“ (1995), прев. Виктория Нанкинова
2. Bridegroom on Approval (1999)
3. The Brides Proposition (2000)
4. The Baby Gift (2000)

### Серия „Сватбени приказки“ (Fairytale Weddings)
1. Temporary Husband (1996)
2. Accidental Wife (1996)
3. Shotgun Marriage (1996)
4. Bridegroom on Approval (1999)
5. Long-lost Bride (1999)

### Серия „Скъпоценен компютър“ (Gem Computer)
1. The Twenty-Four Hour Bride (1998)
2. The Miracle Wife (1998)

### Серия „Блиц-сватба“ (Wedding Blitz)
1. The Provocative Proposal (2001)
2. The Whirlwind Wedding (2002)
3. The Baby Bombshell (2002)

### Серия „Кралски“ (Royals)
1. The Forbidden Princess (2007)
2. The Prince's Mistress (2007)
3. The Royal Wedding Night (2007)

### Серия „Наследството на Данте“ (Dante Legacy)
1. Dante's Blackmailed Bride (2008)
2. Dante's Stolen Wife (2008)
3. Dante's Wedding Deception (2008)
4. Dante's Contract Marriage (2008)
5. Dante's Ultimate Gamble (2010)
6. Dante's Marriage Pact (2010)
7. Dante's Honor-Bound Husband (2011)
8. Becoming Dante (2012)

- Dante's Temporary Fiancee (2010)
- Dante's Dilemma (2013)

### Серия „Смахнати жени“ (Wacky Women)
1. Once Upon a Ghost (2012)
2. Once Upon a Cowboy (2012)
3. Once Upon a Time (2012)

### Серия „Греховни тайни“ (Sinful Secrets)
1. Mail-Order Husband (2013)

### Участие в общи серии с други писатели

#### Серия „Завръщане в ранчото“ (Back To The Ranch)
9. Once a Cowboy (1994)
от серията има още 16 романа от различни автори

#### Серия „Запечатан с целувка“ (Sealed with a Kiss)
- Mail-order Bridegroom (1995)

от серията има още 9 романа от различни автори

#### Серия „Бейби бум“ (Baby Boom)
- The Secret Baby (1995)

от серията има още 17 романа от различни автори

#### Серия „Курорт Заливът на булката“ (Bride's Bay Resort)
4. Make Believe Engagement (1996)
от серията има още 6 романа от различни автори

#### Серия „Вихърни сватби“ (Whirlwind Weddings)
The Twenty-Four Hour Bride (1998)
от серията има още 12 романа от различни автори

#### Серия „Деца и целувки“ (Kids and Kisses)
- The Miracle Wife (1998)

от серията има още 21 романа от различни автори

#### Серия „Ангели хранители“ (Guardian Angels)
- The Boss, the Baby and the Bride (1998)

от серията има още 3 романа от различни автори

#### Серия „Търсят се тексаски младоженци“ (Texas Grooms Wanted)
- The Nine Dollar Daddy (1999)

от серията има още 2 романа от различни автори

#### Серия „Бели сватби“ (White Weddings)
- Shotgun Bridegroom (1999)

от серията има още 4 романа от различни автори

#### Серия „Ергенски търг“ (Bachelor Auction)
- The Perfect Solution (2000)

от серията има още 14 романа от различни автори

#### Серия „Чуждестранни афери“ (Foreign Affairs)
- Western Weddings (2002) – със Сюзън Фокс

от серията има още 31 романа от различни автори

#### Серия „Площад Форестър“ (Forrester Square)
5. Keeping Faith (2003)
от серията има още 15 романа от различни автори

#### Серия „НАСКАР“ (Nascar)
- Old Flame, New Sparks (2007)

от серията има още 73 романа от различни автори

#### Серия „Милиардери и бебета“ (Billionaires and Babies)
- Inherited: One Child (2009)
- Nothing Short of Perfect (2011)
- More Than Perfect (2012)

от серията има още 56 романа от различни автори

#### Серия „Тексаски клуб на джентълмените“ (Texas Cattleman's Club: Maverick County Millionaires)
6. Lone Star Seduction (2009)
от серията има още 5 романа от различни автори

#### Серия „Придобиване“ (Takeover)
1. Claimed: The Pregnant Heiress (2011)
от серията има още 5 романа от различни автори

#### Серия „Династиите Кинсейдс“ (Dynasties the Kincaids)
1. Southern Seduction (2013) – с Рейчъл Бейли и Кети Деноски
2. What Happens in Charleston... (2012) – с Рейчъл Бейли
4. On the Verge of I Do (2012) – с Хайди Бетс
6. A Very Private Merger (2012)
от серията има още 3 романа от различни автори

### Новели
- Perfect Passion (2013)

### Сборници
частична библиография
- Christmas Treats (1997) – с Линдзи Армстронг и Пени Джордан
- Her Baby Secret (1999) – с Жаклин Бейрд и Лин Греъм
- Wedlocked (1999) – с Ан Макалистър и Маргарет Уей
- Boardroom Affairs (2000) – с Лий Майкълс и Ан Уейл
- Mail-Order Grooms (2000) – с Вики Люис Томпсън
- Rainy Day Kisses / The Bride Price (2001) – с Деби Макомбър
- Marriage Mergers (2002) – с Сюзън Нейпиър и Мишел Рийд
- Tender Love Stories (2002) – с Дикси Браунинг и Кейси Майкълс